# Lago Weit
El lago Weit (en alemán: Weitsee) es un lago situado en la región administrativa de Alta Baviera, en el estado de Baviera (Alemania), a una elevación de 753 metros; tiene un área de 63 hectáreas. 
Se encuentra sobre la ladera norte de los Alpes.